# Nicolae Saramandu
Nicolae (Niculae) Saramandu (n. 1 iulie 1941, București, România) este un filolog român, cercetător la Institutul de Lingvistică „Iorgu Iordan – Al. Rosetti” al Academiei Române, membru titular al Academiei.
În anii 1983-1985 a fost lector de limba și literatura română la Universitatea din Freiburg. În perioada 1993-1995 a fost profesor-invitat la Facultatea de Romanistică a Universității din Freiburg. În 1998 a obținut titlul de profesor universitar în cadrul Universității din București. Din 1990 până în 2002 a fost director adjunct al Institutului de Fonetică și Dialectologie „Alexandru Rosetti” al Academiei Române. Din 2002 până în 2012 a fost director adjunct al Institutului de Lingvistică „Iorgu Iordan –Alexandru Rosetti” al Academiei Române.
În 2018 el a devenit membru corespondent al Academiei Române iar în 2024 a fost ales membru titular.